# IC 1925
IC 1925 — галактика типу Sab (компактна витягнута галактика) у сузір'ї Годинник.
Цей об'єкт міститься в оригінальній редакції індексного каталогу.